# 세 번째 남자
《세 번째 남자》는 1997년 3월 3일부터 8월 29일까지 방송되었던 MBC 일일 드라마 작품이었다.

## 기획 의도
두 자매의 인생 역정을 통해 현대인의 의식을 묘사한 홈 멜로 드라마로 사실상 세 여자와 세 남자의 이야기를 다루었다.

## 등장 인물

### 주요 등장 인물
- 박상아 : 송채연 역

- 정보석 : 장재민 역

- 우희진 : 송하연 역

- 유인촌 : 장인수 역

- 김병세 : 김형철 역

- 정준호 : 한범 역

- 한인수 : 송희수 역

충청북도 영동 읍내 추풍령 인근 토박이 집안의 후손.
- 정영숙 : 조인숙 역

경상북도 문경 점촌 읍내 문경새재 인근 토박이 집안의 후손.
- 주현 : 장풍식 역

충청남도 홍성 결성면 토박이 부농가 집안의 후손. 장인수의 배다른 형이고, 장재민의 아버지.
- 나문희 : 박씨 역

풍식 처 - 충청북도 괴산 읍내 토박이 부농가 집안의 후손.
- 김기일 : 홍기일(홍씨) 역

강원도 인제 남면 토박이 집안의 후손.
- 여운계 : 홍천댁 역

홍씨 처
- 견미리 : 홍미리 역

홍씨 부부의 딸
- 임정하 : 임중섭 역

충청남도 부여 은산면 토박이 집안의 후손.
- 김애경 : 서산댁 역

중섭 처
- 조영철 : 임소팔 역

임중섭 내외의 외동아들.
- 오일환 : 송철준 역

충청북도 영동 고향에서 빗길 교통사고로 사고사.
- 이경심 : 한수미 역

한범의 여동생.
- 김효진 : 차필순 역

차호태의 사촌 누나. 18세에 여고 2학년 자퇴 이후 23세에 고졸 학력 검정고시 합격. 차필순 아버지는 차호태의 둘째 큰아버지.
- 김정민 : 차호태 역

국민학교 5학년 12세 당시에 자퇴 이후 18세를 전후한 시점에 중입-고입 자격-고졸 학력 검정고시 모두 합격.
- 김용건 : 유승태 역

충청남도 당진 면천면 토박이 집안의 후손.
- 박정수 : 황희승 역

충청북도 옥천 읍내 토박이 집안의 후손.

### 충남 서천 오서면 시절 관련 인물
- 김광필 : 손동민 역

18세. 충남 서천 장항농고 농업설비학과 2학년.
- 김동수 : 손익수 역

동민 아버지
- 최란 : 최진숙 역

익수 처. 경북 경주 월성댁.
- 최병학 : 손학수 역

동민 큰아버지
- 김정하 : 서정하 역

동민 큰엄마. 경북 달성 현풍댁.
- 최범호 : 손동현 역

학수 장남. 30세. 화물 트럭 정비공.
- 김찬우 : 손동찬 역

학수 차남. 28세. 자동차 정비공.
- 유태웅 : 손동욱 역

학수 삼남. 25세. 전파 수리공.
- 조현철 : 조운욱 역

손동민 국민학교 동창이자 충남 서천 장항농고 농업설비학과 2학년 동급생.
- 이승우 : 이장팔 역

손동민 국민학교 동창이자 충남 서천 장항농고 농업설비학과 2학년 동급생.
- 정소영 : 정득선 역

손동민 국민학교 동창이자 충남 서천 장항농고 농업설비학과 2학년 동급생.
- 박영지 : 남궁영광 역

오서면 오서리 이장. 51세.
- 이영희 : 선치광 역

오서면 오서리 이장 부인. 49세.
- 김치국 : 남궁의섭 역

오서면 오서리 이장 맏외동아드님. 28세. 손학수 차남 손동찬과는 같은 초-중-고교 동창.
- 구혜진 : 남궁혜령 역

오서면 오서리 이장 큰딸. 25세. 손학수 삼남 손동욱과는 같은 초-중-고교 동창.
- 유서진 : 남궁진옥 역

오서면 오서리 이장 막내딸 22세.
- 김상순 : 김재관 역

오서면 면장. 59세.
- 최은숙 : 최지선 역

오서면 면장 부인. 54세. 강원 강릉 명주댁.
- 김환교 : 김이겸 역

오서면 면장 맏외동아드님. 30세. 농기계 수리공. 손학수 장남 손동현과는 같은 초-중-고교 동창. 아이는 아직 없는 신혼 1년 1개월차.
- 신승임 : 신은아 역

오서면 면장 맏외동며느님. 27세. 충북 보은 속리산댁. 아이는 아직 없는 신혼 1년 1개월차.
- 김세아 : 김여숙 역

오서면 면장 큰딸. 24세.
- 강성연 : 김기숙 역

오서면 면장 막내딸. 17세. 충남 서천 한산여상 상업정보학과 1학년.
- 홍세은 : 홍지서 역

기숙 국민학교 동창이자 충남 서천 한산여상 상업정보학과 1학년 동급생.
- 김정은 : 표경화 역

기숙 국민학교 동창이자 충남 서천 한산여상 상업정보학과 1학년 동급생.
- 황정혜 : 주경희 역

기숙 국민학교 동창이자 충남 서천 한산여상 상업정보학과 1학년 동급생.
- 황진영 : 서우주 역

충남 논산 지역의 정미소 대표이사. 39세. 충남 논산 읍내 토박이 출신. 재작년에 지난 11년간의 교직에서는 37세로 일반 명예 퇴직한 이전의 충남 서천 지역의 전직 초등교직원 출신인데, 지난날 현직 시절 18세 손동민(당시 10세)과 17세 김기숙(당시 12세)의 각각으로 국민학교 3학년(8년 전)과 국민학교 5학년 시절(5년 전)의 담임 교사.

### 경기 평택 고덕면 시절 관련 인물
- 박병훈 : 조병훈 역

고덕리 이장 맏사위. 37세. 전파 수리공. 경기도 용인 기덕면 기덕리 고향 친갓댁 거주.
- 이시은 : 강시은 역

고덕리 이장 첫째딸. 26세. 경기도 용인 기덕면 기덕리 거주.
- 이잎새 : 강여은 역

고덕리 이장 막내딸. 18세.
- 김호영 : 강원조 역

고덕면 고덕리 이장. 51세.
- 이수나 : 고보흥 역

고덕면 고덕리 이장 부인. 52세. 강원 영월댁.
- 문회원 : 문규헌 역

고덕면 면장. 63세.
- 이숙 : 지광숙 역

고덕면 면장 부인. 58세. 충북 충주 중원댁.
- 길용우 : 문용철 역

고덕면 면장의 외동아들. 36세. 전통한식 요리사. 아이는 아직 없는 신혼 2년 3개월차.
- 김은숙 : 김민대 역

고덕면 면장의 외동며느리. 31세. 아이는 아직 없는 신혼 2년 3개월차.
- 이정훈 : 송영철 역

고덕면 지역의 7년째 기간제 타 지역 파견 우체부. 35세. 26세에 우체부(우편물 배달 공무원)로 입직한 9년차 집배원. 강원도 횡성 읍내 토박이 출신.
- 이순재 : 문규순 역

고덕면 문 면장의 형. 74세. 혁돈 할아버지.
- 전양자 : 하양정 역

고덕면 문 면장의 형수. 강원 춘천 남면 남곡리 지역이 고향인, 강원 춘천댁. 69세. 혁돈 할머니.
- 나성균 : 문용걸 역

문규순 부부의 맏아들. 48세. 혁돈 아버지. 기혼 및 성가해 경기 수원 거주.
- 신국 : 문용시 역

문규순 부부의 둘째아들. 43세. 우혁 아버지. 기혼 및 성가해 경기 부천 거주.
- 방은희 : 문은섭 역

문 면장 조카딸. 33세. 문규순 부부의 막내딸. 경기 평택 고덕면 광적리 광적국민학교 4학년 1반 담임 교사. 22세에 입직한 초등교원 11년차.
- 김동수 : 여병익 역

경기 평택 고덕면 광적리 광적국민학교 2학년 1반 담임 교사. 27세. 26세에 입직한 초등교원 1년차.
- 홍순창 : 신동팔 역

경기 평택 고덕면 광적리 광적국민학교 교장. 55세. 26세에 입직한 초등교원 29년차.
- 박윤배 : 남규호 역

경기 평택 고덕면 광적리 광적국민학교 교감. 52세. 27세에 입직한 초등교원 25년차.
- 김창완 : 오대춘 역

경기 평택 고덕면 광적리 광적국민학교 5학년 1반 담임 교사. 45세. 23세에 입직한 초등교원 22년차.
- 손민우 : 한낙전 역

경기 평택 고덕면 광적리 광적국민학교 3학년 1반 담임 교사. 33세. 26세에 입직한 초등교원 7년차.

## 결방
- 1997년 4월 28일 : 뉴스 특보 편성으로 인해 결방
- 1997년 5월 8일 : 청소년대표 축구평가전 대한민국 VS 미국 중계방송으로 인해 결방
- 1997년 7월 8일 : <1997년 한국프로야구 올스타전> 중계방송으로 인해 결방
- 1997년 7월 21일 : 뉴스 특보 편성으로 인해 결방
- 1997년 8월 1일 : 프로야구 <LG 트윈스 VS 해태 타이거즈> 중계방송으로 인해 결방
- 1997년 8월 15일 : 특선영화 <모험왕> 편성으로 인해 결방

## 경쟁 프로그램
- 정 때문에 (KBS 1TV)
- 마주보며 사랑하며 (KBS 2TV)
- 행복은 우리 가슴에 (SBS)
- 미아리 일번지 (SBS)

## 참고 사항
- 박상아가 분했던 송채연 역은 당초 김희애가 낙점됐으나[1] 수원전문대학 겸임교수로 발탁되면서 출연을 포기하는 바람에 박상아가 대타로 들어갔다.
- 《젊은이의 양지》 등 KBS에서만 활동해 온 박상아의 첫 MBC 출연작이었는데 이로 인해 한때 KBS 측과 마찰을 빚었다.
- 한수미 역이었던 홍리나는 김희애가 교수로 재직 중이었던 수원전문대학에 늦깎이 편입생으로 들어가게 되어[2] 출연을 포기했으며 홍리나 자리에는 이경심이 대타로 들어갔다.
- 장재민 역에는 이종원이 낙점되었으나 박상아와 이경심과 함께 KBS 2TV 주말 드라마 《젊은이의 양지》에서 출연[3]한 적이 있어 출연을 포기하였다.
- 고소영 등이 물망에 올랐던 채연의 여동생 송하연 역은 우희진이 간신히 낙점됐다.[4]
- 담당 연출자 이병훈 제작위원이 해당 드라마로 일선 활동을 재개했다.[5]
- 가족 드라마라는 고정적인 틀을 깬 것 때문에 긍정적인 평가를 받았으나 눈요기감으로 심한 폭력이 등장한 데다가 비속어가 난무하는 등 아이들이 접하기 쉬운 시간대 편성에는 무리란 비난을 면하지 못했다.[6]
- 저질·선정적 대사를 남발하여 방송위원회로부터 잇달아 제재를 받았다.[7]
- 도박과 놀음을 일삼는 장풍식(주현 분)의 묘사가 지나친 아버지 모습의 희화화라는 지적이 있었다.[8]
- KBS 1TV 일일 드라마 《정 때문에》의 인기에 결국 기대 이하의 성적에 그쳤다.
- 작가 이홍구는 해당 프로그램을 마지막으로 MBC를 떠났다가 2007년 《나쁜여자 착한여자》로 MBC에 복귀를 했다.